# Rose-Marie (cantante)
Rose-Marie Kane (7 de febrero de 1956 - 5 de junio de 2024) fue una cantante, actriz, personalidad de televisión y presentadora de radio norirlandesa.

## Primeros años
Rose-Marie Kane nació el 7 de febrero de 1956, una de seis hermanos nacidos de Ann y Owen Kane. Se crio en una granja cerca de Newry, County Down.

## Carrera
Aunque Rose-Marie disfrutó de éxito como personalidad televisiva local y nacional en el Reino Unido, también lanzó diecinueve álbumes.
En los International Music Awards, Rose-Marie fue votada como la cantante más popular. Llenó el London Palladium en más de una ocasión.
Rose-Marie fue juez en dos temporadas del programa de talentos de la BBC Go For It. Sus otras apariciones en televisión incluyeron The Royal Variety Show, Shooting Stars, Doctors, Big Brother's Little Brother, un documental sobre ella y varios programas de entrevistas. Además de su trabajo en televisión, participó en varias producciones teatrales y en radio, y interpretó a Rita en la película de 2001 Cold Fish.
Rose-Marie también estuvo involucrada en trabajos de caridad, incluyendo la promoción de la seguridad vial y la caridad para los desfavorecidos. Sus piernas estaban aseguradas por Lloyd's of London.

## Fallecimiento
El 5 de junio de 2024, Rose-Marie falleció en Blackpool, a la edad de 68 años.

## Discografía seleccionada
Fuente:

### Sencillos en el Reino Unido
- "When I Leave The World Behind" (1983) – UK #63
- "Let The Rest Of The World Go By" (1984) – UK #76
- "All The Love (In The World)" (1985) – UK #91

### Álbumes en el Reino Unido
- Rose Marie Sings Just For You (1985) – UK #30
- So Lucky (1986) – UK #62
- Sentimentally Yours (1987) – UK #22
- Together Again (1988) – UK #52
- Memories Of Home (1996) – UK #51[9]